# Walter Werner (Politiker)
Walter Werner (* 7. August 1912 in Glogau/Schlesien; † 20. März 1998 in Gronau (Westf.)) war ein deutscher Politiker und von 1956 bis 1958 Abgeordneter des nordrhein-westfälischen Landtags.

## Leben und Beruf
Walter Werner wuchs im Waisenhaus auf und besuchte die Volksschule. Es folgte eine Ausbildung zum Gärtner. Anschließend war er bei der Wehrmacht mit späterem Kriegseinsatz in der Sowjetunion. Er geriet in britische Gefangenschaft, die er teilweise in Nordafrika erlebte. Nach seiner Entlassung ließ er sich in Epe (Westfalen), Kreis Ahaus (jetzt Gronau, Kreis Borken) nieder. Walter Werner arbeitet in den ersten Nachkriegsjahren in der westmünsterländischen Textilindustrie.
Am 20. März 1998 erlag Walter Werner nach kurzer schwerer Krankheit in Gronau (Westf.) einem Krebsleiden. Die Beisetzung seiner sterblichen Überreste im anonymen Urnenfeld der Krematoriumsanlage im benachbarten niederländischen Enschede hatte er gemeinsam mit seiner Ehefrau Lidwina vorab testamentarisch verfügt.

## Politik
In die SPD trat Walter Werner im Jahr 1947 ein und war zunächst bei den Jungsozialisten und den "Falken" aktiv. Ebenso engagierte Walter Werner sich früh in der Gewerkschaft Textil-Bekleidung. Dem Rat der Gemeinde Epe (Westf.) gehörte er ohne Unterbrechung vom 17. Oktober 1948 bis zur Kommunalwahl am 4. Mai 1975 an. Zusätzlich hatte Walter Werner das Mandat als Mitglied des Kreistages Ahaus vom Jahr 1948 an bis zur Kommunalwahl am 19. März 1961 inne. Bei den Wahlen zum 3. Landtag Nordrhein-Westfalen am 27. Juni 1954 kandidierte Walter Werner chancenlos für ein Direktmandat im Wahlkreis 79 (Ahaus). Das Direktmandat erhielt Franz Berding (CDU) mit fast viermal so vielen Stimmen. Dennoch konnte Walter Werner zwei Jahre später über den Platz 40 der Landesreserveliste seiner Partei am 20. Dezember 1956 in die laufende 3. Wahlperiode des Landtags nachrücken.  Er trat die Nachfolge des verstorbenen Heinrich Bruckhoff (1892–1956) an. Von Februar 1957 bis zum Mai 1958 war er Mitglied im Ausschuss für Ernährung, Landwirtschaft und Forsten. 
Der anschließende 4. Wahlgang in Nordrhein-Westfalen vom 6. Juli 1958 bescherte der CDU die absolute Mehrheit der Sitze und der SPD-Listenplatz 55 reichte Walter Werner nicht aus, um ins Landesparlament einzuziehen. Zur 5. Landtagswahl im Jahr 1962 trat er nicht mehr an. Nach der NRW-Kommunalwahl am 4. Mai 1975 schied Walter Werner endgültig aus der aktiven Politik aus. Er beteiligte sich als einfaches Mitglied seiner Partei weiter am politischen Geschehen.  Er übergab seinen Nachlass am 15. März 1995 dem Archiv der sozialen Demokratie (AdsD) der Friedrich-Ebert-Stiftung in Bonn.